# Marguerite d'Opole
Marguerite d'Opole (polonais:Małgorzata Opolska ) (née vers 1412/1414 - morte entre le 15 janvier 1454 et le 6 mars 1455) est une princesse polonaise qui règne comme douairière sur le duché d'Oława  (allemand: Ohlau) en Silésie de 1441 à sa mort.

## Biographie
Marguerite d'Opole est la fille du duc Bolko IV d'Opole et de son épouse nommée également Marguerite († 1437). Vers 1423/1426, avant le 15 octobre 1426, elle épouse le duc Louis III d'Oława et de Lubin. Ils ont deux fils, Jean Ier de Lubin et Henri X de Chojnów. Elle reçoit comme douaire ou Oprawa wdowia lors de son veuvage la cité et le duché d'Oława (en allemand Ohlau) en 1441, où elle règne jusqu'à sa propre mort en 1454.

## Sources
- (en) & (de) Peter Truhart, Regents of Nations, K. G Saur Münich, 1984-1988  (ISBN 359810491X), Art. « Lüben, Hainau, Ohlau », p.  2452.
- (de) Europaïsche Stammtafeln Vittorio Klostermann, Gmbh, Francfort-sur-le-Main, 2004  (ISBN 3465032926),  Die Herzoge von Schlesien, in Liegnitz 1352-1596, und in Brieg 1532-1586 des Stammes der Piasten  Volume III Tafel 10.
- (de) Europaïsche Stammtafeln Vittorio Klostermann, Gmbh, Francfort-sur-le-Main, 2004  (ISBN 3465032926),  Die Herzoge von Oppeln 1313-1532, und die Herzoge von Falkenberg/OS 1313-1369 des Stammes der Piasten  Volume III Tafel 17.